# میچل (آیووا)
میچل (به انگلیسی: Mitchell) شهری در ایالت آیووا کشور ایالات متحده آمریکا است که جمعیت آن در سرشماری سال ۲۰۱۰ میلادی، ۱۳۸ نفر بوده‌است.